# Ptilostemon chamaepeuce
Ptilostemon chamaepeuce là một loài thực vật có hoa trong họ Cúc. Loài này được (L.) Less. miêu tả khoa học đầu tiên năm 1832.